# دانيال أمورا
دانيال أمورا واسمه دانيال لوبيز أمورا (بالبرتغالية: Daniel Lopes Amora‏)؛ من مواليد 20 أكتوبر 1987 في بيلو هوريزونتي في البرازيل، لاعب كرة قدم برازيلي. لعب سابقًا مع نادي الرائد السعودي ونادي حتا الإماراتي و نادي الطائي.

## روابط خارجية
- دانيال أمورا على موقع قاعدة بيانات كرة القدم.إي يو (الإنجليزية)
- دانيال أمورا على موقع Soccerway.com (الإنجليزية)